# Пекиту Ребелу, Жозе Адриану
Жозе Адриану Пекиту Ребелу (порт. José Adriano Pequito Rebelo; 21 мая 1892, Гавиан — 22 января 1983, Лиссабон) — португальский землевладелец, агробизнесмен и крайне правый политик, один из основоположников лузитанского интегрализма. Участник монархического мятежа в Португалии и гражданской войны в Испании. Видный деятель Нового государства, сторонник Антониу Салазара. Лидер политического движения земельных собственников Алентежу. Противник Португальской революции 1974 и аграрной реформы.

## Происхождение и взгляды
Родился в семье крупного землевладельца. Учился на юридическом факультете Коимбрского университета. Семейство Пекиту Ребелу традиционно отличалось консервативными монархическими взглядами. После республиканской революции 1910 Пекиту Ребелу эмигрировали во Францию. В Париже Жозе Адриану укрепился в крайне правой идеологии, сошёлся с Аксьон Франсез, стал активным приверженцем Шарля Морраса.
В 1914 Пекиту Ребелу вернулся в Португалию. Занимался политической публицистикой монархо-националистического толка. Во время Первой мировой войны служил в Португальском экспедиционном корпусе.

## Идеолог и политик лузитанского интегрализма
Адриану Пекиту Ребелу сблизился с такими деятелями, как Ипо́литу Рапозу, Антониу Сардинья, Алберту Монсараш. Вместе с ними он сформулировал основы лузитанского интегрализма — идеологии португальского традиционализма и национализма, католической духовности и социальной доктрины, «органической монархии», опирающейся на «свободные ассоциации» типа средневековых орденов. Стоял на позициях жёсткого антилиберализма и непримиримого антикоммунизма. Заинтересованно воспринимал политику Сидониу Паиша, но не был его сторонником, поскольку Паиш оставался республиканцем. В 1918 Пекиту Ребелу был избран в палату депутатов от Португальского католического центра.
В январе 1919 Пекиту Ребелу примкнул к мятежу Северной монархии. Участвовал в столкновениях с республиканскими правительственными силами, получил серьёзное огнестрельное ранение. Был привлечён к суду как участник вооружённого мятежа, но неожиданно оправдан.
В начале 1930-х Пекиту Ребелу изучил теории Жоржа Валуа, проникся идеями синдикализма и раннего фашизма. Сблизился с Движением национал-синдикалистов Франсишку Ролана Прету. Однако, будучи сторонником твёрдого государственного порядка, в конечном счёте Пекиту Ребелу отдал предпочтение Антониу Салазару. В личном письме он призвал Салазара установить собственную диктатуру. Решительно поддержал введение новой конституции 1933 и салазаровскую политику в целом.
Как антикоммунист, Пекиту Ребелу примкнул к Легиону Вириатос и участвовал в испанской гражданской войне на стороне франкистов.

## Аграрий-новатор
Наряду с политической активностью, Адриану Пекиту Ребелу активно занимался сельскохозяйственным производством. По наследственным правам он принадлежал к крупнейшим землевладельцам Алентежу. Был известен интенсивным новаторством, активно применял передовую для того времени технику и технологии. Изобрёл и внедрил новые методы выращивания и сбора пшеницы, получившие признание в Европе.
Пекиту Ребелу пользовался большим авторитетом среди земельных собственников региона, позиционировался как их политический представитель. Обладатель крупного финансового состояния, он широко использовал эти возможности в политике, спонсировал близкие ему организации.

## Деятель «Нового государства»
В период Нового государства Адриану Пекиту Ребелу активно участвовал в деятельности салазаровского Национального союза и корпоративных организаций. Активно участвовал в создании Португальского легиона.
Пекиту Ребелу выступал с аграристских и социально-консервативных позиций. Отстаивал интересы латифундистов и принципы патриархальной деревни в противовес ускоренному развитию городской промышленности. В своих статьях и монографиях он продолжал пропагандировать лузитанский интегрализм и традиционную монархию. Подчёркивал католические основы португальского национального характера, обращался к священным образам Фатимы. Обосновывал традиционные формы землевладения, жёстко критиковал планы аграрных реформ. Особое внимание уделял антикоммунистической и антимарксистской тематике.
Первые годы после Второй мировой войны были отмечены в Португалии, с одной стороны, контролируемой политической либерализацией, с другой — серьёзными экономическими трудностями. Нарушился баланс между государственной бюрократией, руководством корпораций, крупным капиталом и землевладением. Правительство проводило курс хозяйственной централизации («кондиционирования»), вызывавший недовольство частных промышленников и латифундистов. Особенно ущемлялись интересы аграриев, поскольку промышленный сектор власти считали нужным дополнительно стимулировать. Землевладельческое лобби в парламенте и корпорациях требовало отказа от принудительного картелирования, прекращения диктата государственных органов, либерализации цен на сельхозпродукцию, прежде всего на зерно.
При всей своей лояльности режиму, Пекиту Ребелу принял сторону недовольных аграриев. На выборах 1949 он возглавил «оппозиционный список», сформированный в Порталегри. Это стало серьёзным политическим демаршем, на который властям пришлось обратить внимание. В то же время, в своей оппозиционности Пекиту Ребелу не выходил за рамки конкретных экономических требований, никогда не присоединялся к радикальной «внесистемной» оппозиции (в отличие от многих интегралистов и монархистов, начиная с Ролана Прету). В принципе он полностью поддерживал режим Салазара и его преемника Марселу Каэтану.
Адриану Пекиту Ребелу был убеждённым лузотропикалистом, сторонником концепции «лузитанского мира» и португальской колониальной империи. В 1961, когда началась колониальная война Португалии, почти 70-летний Пекиту Ребелу добровольно взялся за авиаперевозки для экспедиционных войск в Анголе.

## После революции
Революцию гвоздик Адриану Пекиту Ребелу встретил с открытой враждебностью. Несмотря на преклонный возраст — в 1974 ему исполнилось 82 года — он включился в политическую борьбу. Самым решительным образом критиковал аграрную реформу, которая в Алентежу, проводилась в радикально-коммунистическом варианте. Эту политику Пекиту Ребелу характеризовал как «советское вторжение».
Жаркое лето и Ноябрьские события 1975 изменили положение. Однако Пекиту Ребелу критиковал не только коммунистов и «гонсалвишистов», но и Мариу Соареша, который, по его мнению, «в другой словесной оболочке проводил тот же курс». Даже «закон Баррету», остановивший национализацию и принудительную коллективизацию хозяйств, Пекиту Ребелу считал непоследовательным и недостаточным. При этом Пекиту Ребелу отмечал, что не является противником любой аграрной реформы вообще — но лишь той, что реально проводилась в середине 1970-х.
Приход к власти к власти правоцентристского Демократического альянса в 1979 Антониу Пекиту Ребелу в целом поддержал. Однако до конца жизни он оставался лузитанским интегралистом и салазаристом.
Скончался Адриану Пекиту Ребелу в 90-летнем возрасте. В исторической литературе он характеризуется как яркий идеолог лузитанского интегрализма, лидер португальских аграриев и «один из духовных отцов „Нового государства“».